# Bel-Ange Epako
Bel-Ange Epako (Brazzaville, 17 de abril de 1995-Ibídem, 10 de junio de 2013) fue un jugador de fútbol profesional congoleño que jugaba en la demarcación de delantero.

## Biografía
Bel-Ange Epako debutó como futbolista profesional a los 16 años de edad con el ACNFF. Pasada una temporada fue fichado por el Diables Noirs, equipo con el que consiguió ganar la copa de Congo de Fútbol en 2012. A principios de 2013 fue traspasado al CS Don Bosco, equipo del que era capitán hasta la fecha de su fallecimiento.
También fue convocado para jugar con la selección sub-17 y sub-20 del Congo.
Bel-Ange Epako falleció el 10 de junio de 2013 a los 18 años de edad tras un ataque de malaria.

## Clubes
| Club          | País                            | Año         |
| ------------- | ------------------------------- | ----------- |
| ACNFF         | República del Congo             | 2011 - 2012 |
| Diables Noirs | República del Congo             | 2012 - 2013 |
| CS Don Bosco  | República Democrática del Congo | 2013        |

## Palmarés
Diables Noirs
Copa de Congo de Fútbol: 2012